# Ernst Gernot Klussmann
Ernst Gernot Klussmann (* 25. April 1901 in Hamburg; † 21. Januar 1975 ebenda) war ein deutscher Komponist und Hochschullehrer.

## Biografie
Ernst Gernot Klussmann wurde in Bergedorf geboren und studierte von 1919 bis 1923 bei Felix Woyrsch Komposition und Orgel, sowie bei Ilse Fromm-Michaels Klavier. 1923 ging Klussmann nach München und setzte dort bis 1925 bei Joseph Haas das Kompositionsstudium fort. Sein Lehrer im Dirigieren war während dieser Zeit Siegmund von Hausegger.
1925 wurde Klussmann Solorepetitor bei den Bayreuther Festspielen und ging im gleichen Jahre als Lehrer für Musiktheorie an die Rheinische Musikschule nach Köln.
Von 1936 bis 1942 wirkte Klussmann als Professor für Instrumentation und Partiturspiel an der Hochschule für Musik Köln. Während dieser Zeit fertigte er Klavierauszüge für Richard Strauss (Friedenstag, Daphne, Die Liebe der Danae, Capriccio, 1936 bis 1941) und Hans Pfitzner (Konzert für Violoncello op. 52) an.
1942 übernahm die Stadt Hamburg das renommierte „Vogt’sche Konservatorium“ als „Schule für Musik und Theater der Freien und Hansestadt Hamburg“. Klussmann wurde zu ihrem ersten Leiter berufen und damit beauftragt, aus der Schule die Vorstufe einer Musikhochschule zu entwickeln. Diese Aufgabe wurde durch den Kriegsverlauf und die immensen Zerstörungen in der Hansestadt stark behindert und dauerte bis 1950.
1950 wurde die staatliche Hochschule für Musik und Theater Hamburg gegründet, an der Klussmann von 1950 bis 1966 eine Professur für Komposition innehatte.
Zum 1. April 1933 trat er in die NSDAP ein (Mitgliedsnummer 1.770.360), 1945 wurde er als Professor entlassen, 1948 wurde er in einem Entnazifizierungsverfahren als Mitläufer eingestuft.

## Tonsprache
Klussmanns Stil wurzelt in der Spätromantik und verbindet schon früh Einflüsse von Brahms, Wagner, Reger und Strauss zu einer persönlichen Sprache, von der das Klavierquintett op. 1 bereits Zeugnis ablegt. Hier tritt auch schon seine Vorliebe zu kontrapunktischer Denkweise zu Tage, die bis zuletzt sein Schaffen prägte.
Er ging insofern mit der Zeit, als nach und nach seine Sprache herber und dissonanzreicher wurde. Als weiterer wichtiger Einfluss kam die Musik Gustav Mahlers hinzu. Die Zeit nach dem Zweiten Weltkrieg war in vielerlei Hinsicht schwierig für Klussmann. Seine Wohnung und sein Verlag in Köln brannten im Bombenkrieg aus. Etliche Werke gingen verloren, und andere mussten nach erhaltenen Skizzen rekonstruiert werden. Zudem musste er seine stilistische Position neu bestimmen: er setzte sich mit Arnold Schönbergs Zwölftontechnik auseinander und übernahm sie in den 50er Jahren. Gleichwohl gelang es ihm, auch hier seine persönliche Sprache zu bewahren und seine Wurzeln in der Spätromantik nicht zu verleugnen.
Werke wie Herodias oder seine letzte große Oper Semiramis (einen von Strauss und Hofmannsthal diskutierten Stoff aufgreifend) verbinden glücklich Dodekaphonie und romantische Diktion.

## Rezeption
Trotz bedeutender Erfolge in der Zeit vor dem Zweiten Weltkrieg konnte sich Klussmanns Musik in der Zeit danach kaum noch im Musikleben etablieren. Seine trotz Zwölftontechnik noch weitgehend romantische Diktion entsprach nicht den Idealen zeitgenössischer Musik nach 1950. So blieben viele Werke der Zeit nach 1950, auch alle seine Opern, unaufgeführt.